# 20484 Janetsong
20484 Janetsong este un asteroid din centura principală de asteroizi.

## Descriere
20484 Janetsong este un asteroid din centura principală de asteroizi. A fost descoperit pe 14 iulie 1999 la Socorro, New Mexico, în cadrul proiectului LINEAR. Asteroidul prezintă o orbită caracterizată de o semiaxă mare de 2,52 ua, o excentricitate de 0,09 și o înclinație de 7,1° în raport cu ecliptica.